# Frontera entre Brasil y Francia
La frontera entre la República Federativa de Brasil y la República Francesa es un límite internacional continuo que delimita los territorios nacionales de ambos países colindantes en el noreste de América del Sur, así como fuera de ella en el océano Atlántico. Mide 730,4 km y separa el estado brasileño de Amapá de la Guayana Francesa, que es a su vez una región y departamento de ultramar de Francia.

## Geografía

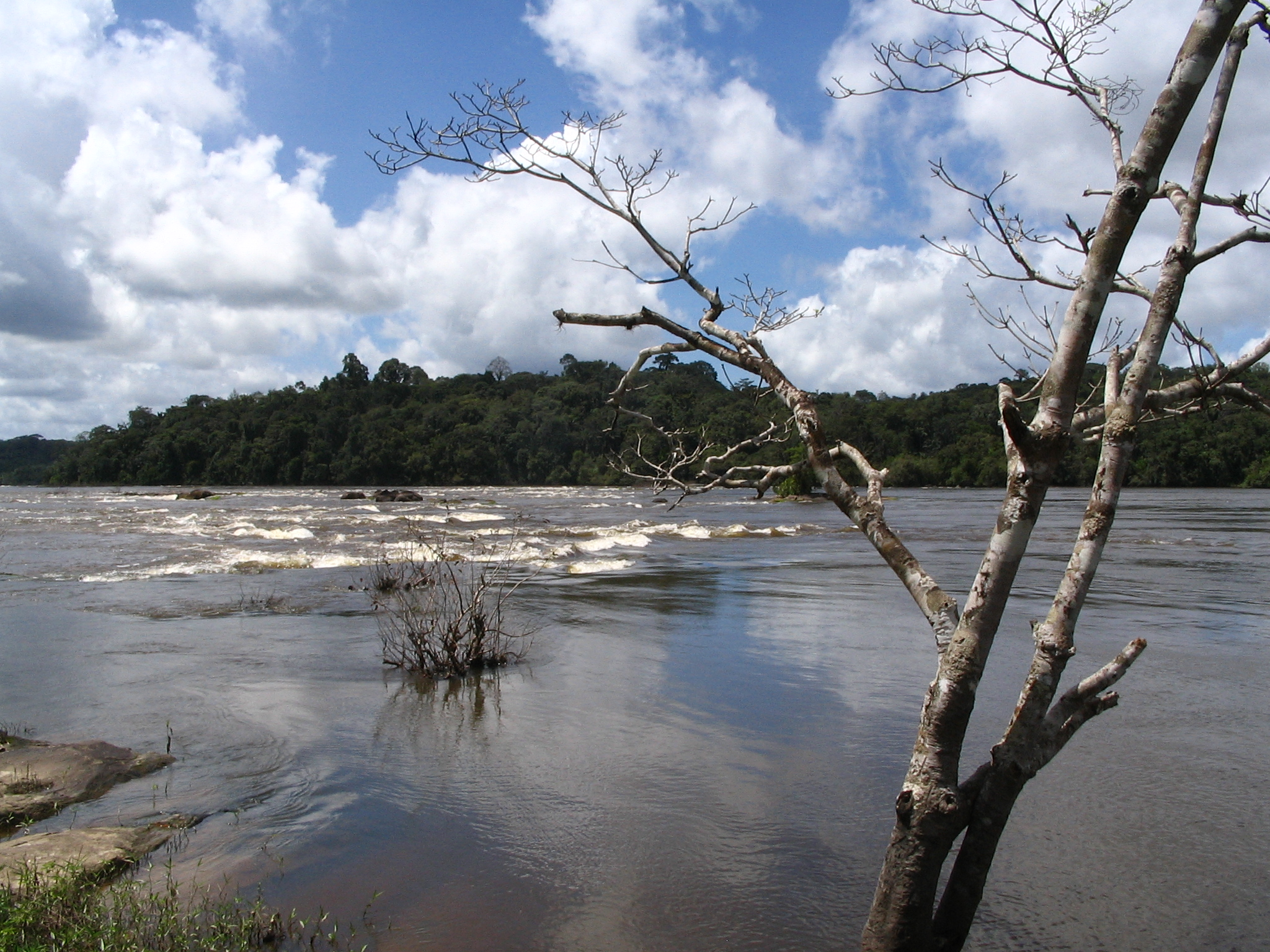
La frontera en el salto Maripa, en el río Oyapoque.

En su extremo suroeste, la frontera franco-brasileña comienza en el Escudo Guayanés por el trifinio donde se encuentra la frontera entre Brasil y Surinam y la frontera entre este último y Francia. En los mapas del Instituto Nacional de Información Geográfica y Forestal este punto se denomina Koulimapopann y se ubica en las coordenadas 2°20′15,2″ de latitud norte y 54°26'04,4" de longitud oeste.
Desde este punto, se extiende hacia el este 303,2 kilómetros por la cima de la sierra de Tumucumaque a lo largo de la línea de la divisoria de aguas entre la cuenca del Amazonas y los ríos de la Guayana que fluyen directamente en el océano Atlántico. Luego el límite bordea las comunas franceses de Maripasoula y Camopi que se ubican al frente del municipio brasileño de Laranjal do Jari. Luego sigue por el curso del río Oyapoque, que fluye hacia el norte en medio de la selva, y que sirve de límite por 427,2 kilómetros entre los territorios de las comundas de Camopi y Saint-Georges, por un lado y del municipio de Oiapoque por la otra.
Llega a la desembocadura del río al oeste del cabo Orange en el punto 4°30′30″ de latitud norte y 51°38'12" de longitud oeste. A partir de aquí, que se encuentra obre la bahía de Oyapoque, se extiende la frontera marítima que separa las aguas territoriales de los dos países.
En su totalidad la frontera corre por 730,4 kilómetros, por lo que es la 121° frontera terrestre más larga del mundo, justo detrás de la frontera entre Finlandia y Noruega, y justo adelante de la frontera entre Georgia y Rusia. Es también la fronteras más larga de Francia, antecediendo a la frontera franco-española, que es más corta por unos cien kilómetros. En cambio, es la más corta de las diez fronteras de Brasil después de su frontera con Surinam.

## Historia
Las bases para la demarcación de la frontera se dieron en el tratado de Utrecht de 1713 entre Francia y Portugal, pero existían diferentes interpretaciones en relación con la delimitación exacta. Francia consideraba que era el río nombrado Japoc en los mapas se correspondía al actual río Araguari, mientras que para Brasil era el río Oyapoque. La disputa se prolongó durante dos siglos, y una vez que Brasil se independizó trasladó varios cuerpos militares y misiones cristianas a la región,lo que se convirtió en el litigio franco-brasileño, en el que ambos bandos se acusaron mutuamente de violar su respectiva integridad territorial. Por último, el arbitraje internacional proporcionado por Suiza en 1900 dio la razón a Brasil, pues la delegación brasileña, encabezada por el Barón de Río Branco quien ya había obtenido un arbitraje favorable contra Argentina, se ganó los árbitros debido a su alta preparación mientras que Francia, poco interesada en el tema y absorta en la colonización de África, envió diplomáticos que no estaban familiarizados con el tema: unos 260 000 km² de tierra que antes habían sido ocupadas por colonos franceses de la Guayana fueron traspasadas a Brasil.

## Puntos de cruce
La frontera se encuentra en una zona de selva húmeda muy remota, por lo que el paso entre la Guayana Francesa y Brasil ha sido durante mucho tiempo muy difícil.

### Pasaje entre Saint-Georges-de-l'Oyapock y Oiapoque

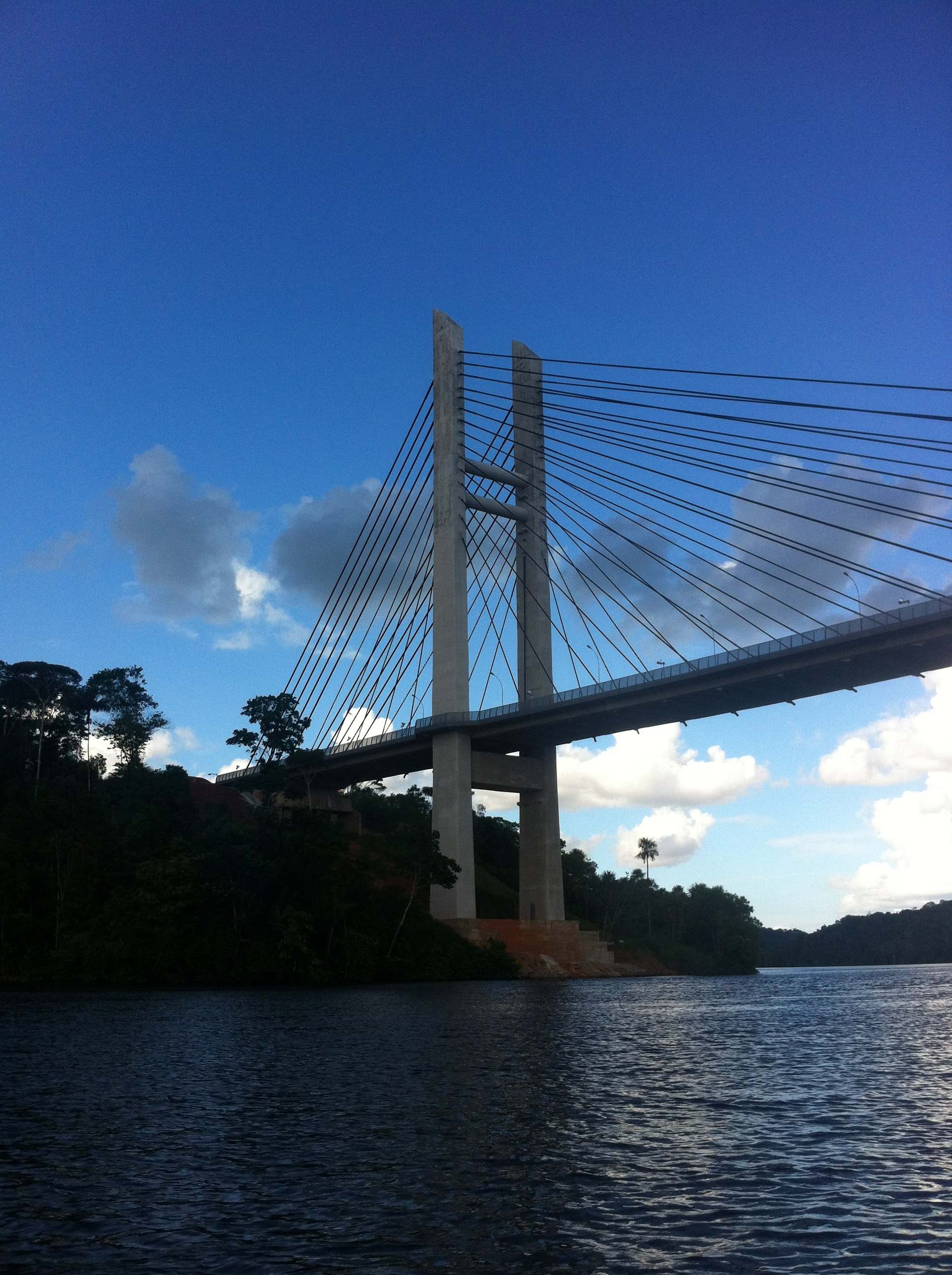
Puente sobre el río Oyapoque, único puente que conecta a la Guayana Francesa con el resto de América Latina.

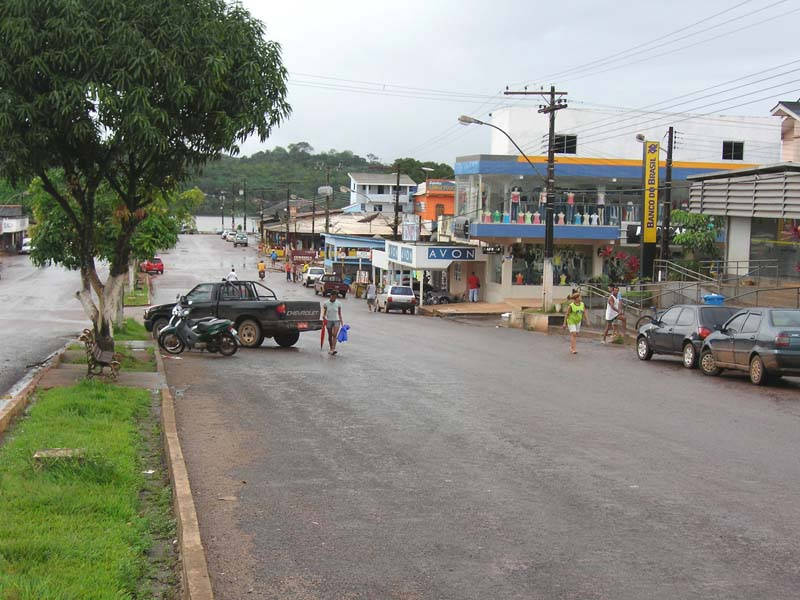
Vista de Oiapoque, en Brasil. El río es visible en el fondo de la imagen.

La construcción en 2003 de un puente entre Approuague y Régina unió Cayena con Saint-Georges en la frontera a través de la Ruta nacional RN2 en dos horas y media fue un primer paso para lograr esta conexión. Los habitantes están acostumbrados a hacer compras en los países vecinos a precios mucho más bajos que en la Guayana, mientras que en la otra dirección los brasileños buscan trabajo en Francia.
Un proyecto de ley francés presentado en julio de 2005 estableció la apertura de un puente sobre el río Oyapoque en las ciudades fronterizas de Saint-Georges (Francia) y Oiapoque (Brasil), por lo que finalmente posible cruzar la frontera por carretera, que hasta entonces solo era posible tomando el ferry que demora una media hora. El acuerdo fue ratificado por Brasil en 2006 y Francia en 2007. Tras una licitación lanzada en 2008, la construcción fue asignada al grupo brasileño EGESA/CMT. Los trabajos comenzaron a finales 2009 y se completó la primera fase en 2011, la apertura al tráfico debería hacerse antes de 2013. Al otro lado del río, la carretera BR-156, parcialmente pavimentada, ofrece acceso a la capital de Amapá, Macapá.

### En el interior
El río Oyapoque, accesible por medio de canoas en la mayor parte de su curso, contiene numerosos puntos de cruce usados por los nativos americanos de la región, los Wayanas, Teko, Kali'na, Palikur y Wayampi. También es atravesada por inmigrantes brasileños que se instalan en la Guayana Francesa, incluidos mineros de oro o garimpeiros que remontan el Oyapoque para explotar los afluentes del mismo. Las aldeas de los garimpeiros fueron formados de esta manera en las riveras brasileñas del Oyapoque: frente a la Crique Sikini y la Villa Brasil en frente de la ciudad de Camopi (Villa Brasil se desarrolló principalmente en los días en que los indígenas en Camopi comenzaron a recibir las prestaciones sociales). Habría en la Guayana 40 000 extranjeros ilegales o 200 000 según las últimas estimaciones, 70% de nacionalidad brasileña, principalmente de los estados de Amapá y Pará, que se aprovechan de la débil supervisión de la frontera para instalarse en la Guayana.